# Burg Landeskron
Die Burg Landeskron in Bayern ist eine abgegangene Spornburg auf dem 375 m ü. NN hohen Dreifaltigkeitsberg, dem höchsten Punkt der Winzerer Höhen, früher auch Geiersberg genannt. Damit lag die Burg Landskron auf dem nördlichen Ufer der Donau oberhalb des Ortes Steinweg gegenüber der Altstadt von Regensburg.

## Geschichte
Die Burg wurde 1253 durch Herzog Ludwig II. (Ludwig der Strenge) erbaut, als er mit der Reichsstadt Regensburg über die Aufteilung der Zolleinnahmen im Handel mit den nördlichen Ländern im Streit lag. Die Burg sollte den freien Zugang zur Stadt sperren und die Stadt selbst bedrohen. Bereits 1259 konnte die Burg von den Regensburger Bürgern wieder geschleift werden, nachdem die Stadt den Herzog durch Zahlung einer hohen Ablösesumme zufrieden gestellt hatte. 600 Jahre später stieß man auf Fundamente der Burg bei der Pflanzung von Maulbeerbäumen zur Anzucht von Seidenraupen für die damals geplante Herstellung von Seide in der Seidenplantage auf den Winzerer Höhen.
In den beiden zeitgenössischen Urkunden, in denen von der Burg die Rede ist (eine vom 3. März 1259 wurde von Herzog Ludwig ausgestellt und die zweite ist ein Annalen-Eintrag des Hermann von Niederaltaich), wird der Name „Landeskron“ nicht genannt; hier wird die Burg las „castrum novum Giersperch“ bzw. „castrum in Geiersperch“ bezeichnet. Erst 1319 erscheint die Bezeichnung Landeskron als topographische Angabe zur Lokalisierung eines Weinberges und eine Chronik aus dem 15. Jahrhundert bestätigt den Namen Landeskron und bringt ihn erstmals mit der Burg des Herzogs Ludwig in Verbindung.

## Baulichkeit
Von der Burg sind obertägig keine Reste mehr erhalten. Der Burgstall ist als Bodendenkmal D-3-6938-0056 „untertägige Befunde der abgegangenen mittelalterlichen Burg Landeskron“ vom Bayerischen Landesamt für Denkmalpflege erfasst.